# Ormoy (Eure-et-Loir)
Ormoy is een gemeente in het Franse departement Eure-et-Loir (regio Centre-Val de Loire) en telt 232 inwoners (2004). De plaats maakt deel uit van het arrondissement Dreux.

## Geografie
De oppervlakte van Ormoy bedraagt 9,1 km², de bevolkingsdichtheid is 25,5 inwoners per km².
De onderstaande kaart toont de ligging van Ormoy (Eure-et-Loir) met de belangrijkste infrastructuur en aangrenzende gemeenten.

## Demografie
Onderstaande figuur toont het verloop van het inwonertal (bron: INSEE-tellingen).